# Uganda na letních olympijských hrách
Uganda na letních olympijských hrách startuje od roku 1956. Toto je přehled účastí, medailového zisku a vlajkonošů na dané sportovní události.

## Účast na Letních olympijských hrách
| Dějiště LOH            | LOH      | Vlajkonoš                     | Zlatá medaile | Stříbrná medaile | Bronzová medaile | Celkem |
| ---------------------- | -------- | ----------------------------- | ------------- | ---------------- | ---------------- | ------ |
| 1956 Melbourne         | LOH 1956 | nebyl                         |               |                  |                  | 0      |
| 1960 Řím               | LOH 1960 | nebyl                         |               |                  |                  | 0      |
| 1964 Tokio             | LOH 1964 | nebyl                         |               |                  |                  | 2      |
| 1968 Ciudad de México  | LOH 1968 | nebyl                         |               | 1                | 1                | 2      |
| 1972 Mnichov           | LOH 1972 | John Akii-Bua                 | 1             | 1                |                  | 2      |
| 1976 Montréal          | 1976     |                               |               |                  |                  | Ne     |
| 1980 Moskva            | LOH 1980 | nebyl                         |               | 1                |                  | 1      |
| 1984 Los Angeles       | LOH 1984 | Ruth Kyalisima                |               |                  |                  | 0      |
| 1988 Soul              | LOH 1988 | nebyl                         |               |                  |                  | 0      |
| 1992 Barcelona         | LOH 1992 | Fred Muteweta                 |               |                  |                  | 0      |
| 1996 Atlanta           | LOH 1996 | Mary Musoke                   |               |                  | 1                | 1      |
| 2000 Sydney            | LOH 2000 | Sande Muhamed Kizito          |               |                  |                  | 0      |
| 2004 Athény            | LOH 2004 | Joseph Lubega                 |               |                  |                  | 0      |
| 2008 Peking            | LOH 2008 | Ronald Serugo                 |               |                  |                  | 0      |
| 2012 Londýn            | LOH 2012 | Ganzi Mugula                  | 1             |                  |                  | 1      |
| 2016 Rio de Janeiro    | LOH 2016 | Joshua Tibatemwa              |               |                  |                  | 0      |
| 2020 Tokio             | LOH 2020 | Kirabo Namutebi Shadiri Bwogi | 2             | 1                | 1                | 4      |
| 2024 Paříž             | LOH 2024 | Charles Kagimu Gloria Muzito  | 1             | 1                | 0                | 2      |
| Celkem                 | 17       |                               | 5             | 5                | 3                | 13     |
| Zdroj na Olympedia.org |          |                               |               |                  |                  |        |